# Lithophane albidior
Lithophane albidior är en fjärilsart som beskrevs av Embrik Strand 1921. Lithophane albidior ingår i släktet Lithophane och familjen nattflyn. Inga underarter finns listade i Catalogue of Life.